# Abraham Conyedo
Abraham de Jesús Conyedo Ruano (* 7. října 1993) je původem kubánský zápasník–volnostylař, který od roku 2018 reprezentuje Itálii.

## Sportovní kariéra
Na střední sportovní škole EIDE Hector Ruiz Pérez v rodné Santa Claře se věnoval zpočátku olympijskému boxu, ale pro slabé výsledky byl přeřazen do zápasnické skupiny. Později se vrcholově připravoval v Havaně ve sportovním středisku CEAR Cerro Pelado (Centro de Entrenamiento de Alto Rendimiento) pod vedením Julia Mendiety. V kubánské mužské reprezentaci se pohyboval od roku 2014 ve váze do 97 kg. V roce 2016 prohrál nominaci na olympijské hry v Riu s Javierem Cortinou. V roce 2017 odešel s trenérem Enrique Valdesem do Itálie v rámci italsko-kubánské spolupráce na podporu olympijského zápasu v zemi. Itálii reprezentuje od roku 2018.

## Výsledky
| Turnaj                  | Kuba | Kuba | Kuba | Kuba | Itálie |
| Turnaj                  | 2014 | 2015 | 2016 | 2017 | 2018   |
| Turnaj                  | 21   | 22   | 23   | 24   | 25     |
| Turnaj                  | -97  | -97  | -97  | -97  | -97    |
| ----------------------- | ---- | ---- | ---- | ---- | ------ |
| Olympijské hry          |      |      | —    |      |        |
| Mistrovství světa       | —    | —    |      | —    | 3.     |
| Mistrovství Evropy      |      |      |      |      | 8.     |
| Panamerické hry         |      | —    |      |      |        |
| Panamerické mistrovství | —    | 2.   | —    | —    |        |
| Středoamerické a k. hry | 1.   |      |      |      |        |